# Radara frequens
Radara frequens là một loài bướm đêm trong họ Noctuidae.